# Обсерватория Стюарда
Обсерватория Стюарда (англ. Steward Observatory) — исследовательское подразделение факультета астрономии Университета Аризоны (UA). Его офисы расположены в кампусе UA в Тусоне, Аризона (США). Основана в 1916 году, первый телескоп и здание были официально открыты 23 апреля 1923 года. В настоящее время работает и является партнёром телескопов на пяти вершинах гор в Аризоне, одном в Нью-Мексико, одном на Гавайях и одном в Чили. Она предоставила инструменты для трёх различных космических телескопов и многих земных телескопов. У Обсерватории Стюарда также есть одно из немногих предприятий в мире, которое может отливать и формировать очень большие главные зеркала, используемые в телескопах, построенных в начале XXI века.

## История
Обсерватория Стюарда обязана своим существованием усилиям американского астронома и дендрохронолога Эндрю Элликотта Дугласа. В 1906 году Дуглас занял должность доцента физики и географии в Аризонском университете в Тусоне, штат Аризона. Практически сразу по прибытии в Тусон Дуглас учредил программы астрономических исследований, используя 8-дюймовый телескоп-рефрактор, предоставленный обсерваторией Гарвардского колледжа, и начал активно изыскивать средства для строительства большого телескопа исследовательского класса в Тусоне. В течение следующих 10 лет все попытки Дугласа получить финансирование от Университета и Законодательного собрания штата Аризона (а затем и штата) закончились неудачей. В течение этого периода времени Дуглас работал в Университете Аризоны в качестве главы кафедры физики и астрономии, временного президента и, наконец, декана Колледжа литературы, искусств и наук.
Затем, 18 октября 1916 года, президент университета Руфус Б. фон Кляйн-Смид объявил, что анонимный жертвователь дал университету 60 000 долларов, «… которые будут использованы для покупки телескопа огромных размеров». Позже выяснилось, что этим меценатом была Лавиния Стюард из Oracle, Аризона. Стюард была богатой вдовой, которая интересовалась астрономией и желала увековечить память своего покойного мужа, мистера Генри Стюарда. Дуглас планировал использовать подарок Стюард для создания ньютоновского телескопа-рефлектора диаметром 36 дюймов (91 см). Компания Warner &amp; Swasey из Кливленда, штат Огайо, получила контракт на строительство телескопа, но вступление Соединённых Штатов в Первую мировую войну отложило выполнение контракта, поскольку Warner & Swasey заключила военные контракты, которые имели приоритет. Ситуация осложнялась ещё и тем, что до этого времени опыт в создании зеркал для больших телескопов был в Европе. Война сделала невозможным заключение контракта с европейской компанией. Поэтому Дугласу пришлось найти американскую стекольную компанию, которая хотела бы развивать этот опыт. После пары неудачных отливок компания Spencer Lens Co. из Буффало, штат Нью-Йорк, в конечном итоге произвела 36-дюймовое зеркало для телескопа Стюарда.

Наконец, в июле 1922 года телескоп установили в здании обсерватории, а 23 апреля 1923 года обсерватория Стюарда была официально открыта. В своем обращении Дуглас рассказал об испытаниях и невзгодах при создании обсерватории, а затем дал следующее красноречивое оправдание научных усилий:
В заключение я хочу поделиться с вами более общим взглядом. Эта сооружение посвящено научным исследованиям. Научные исследования — это бизнес-предвидение в больших масштабах. Это знание, полученное до того, как оно понадобится. Знание — это сила, но мы не можем сказать, какой факт в области знания даст силу, и поэтому мы развиваем идею знания ради самого знания, будучи уверенными, что какой-то один факт или обучение окупят все усилия. Я считаю, что это суть образования там, где оно не является строго профессиональным. Студент узнаёт много фактов и много учится. Он может лишь смутно видеть, какой факт и какое обучение будут для него чрезвычайно полезны, но какая-то особая часть его образования укоренится в нём, вырастет и окупит все усилия, которые он и его друзья вложили в это. То же самое и с исследовательскими институтами. В этой обсерватории я искренне надеюсь и ожидаю, что границы человеческого знания будут расширены по астрономическим направлениям. Астрономия была первой наукой, разработанной нашими первобытными предками тысячи лет назад, потому что она измеряла время. Выполняя ту же функцию, она сыграл огромную роль в истории человечества, и сегодня она сообщает нам неизменно прекрасные факты о размере нашей Вселенной; возможно, завтра он окажет нам практическую помощь в том, чтобы показать нам, как прогнозировать климатические условия в будущем.

## Обсерватории
Обсерватория Стюарда управляет тремя различными точками наблюдения в южной части Аризоны: Международной обсерваторией Маунт-Грэм (MGIO), обсерваторией Маунт-Леммон и станцией Каталина на горе Бигелоу. Она также управляет телескопами в двух дополнительных важных обсерваториях: Национальной обсерватории Китт-Пик (KPNO) и обсерватории Фреда Лоуренса Уиппла на горе Хопкинс. Обсерватория Стюарда является партнёром программы Слоановский цифровой небесный обзор-III, которая проводится в обсерватории Апачи-Пойнт в Нью-Мексико. Обсерватория Стюарда поддерживает студенческую обсерваторию на холме Тумамок примерно в 5 километрах на запад от кампуса. Первоначальное здание обсерватории в Тусоне используется только для работы с общественностью и для получения общего образования в бакалавриате.
Радиообсерватория Аризоны, дочерняя компания обсерватории Стюарда, имеет по одному телескопу в KPNO и MGIO.
Обсерватория Стюарда участвует в трёх международных проектах. Она является полноправным членом двойных Магеллановых телескопов в обсерватории Лас-Кампанас на севере Чили. Она также является участником двух проектов, запланированных для одного и того же региона: Большого обзорного телескопа и гигантского Магелланова телескопа — чрезвычайно большого телескопа следующего поколения. Зеркальная лаборатория Ричарда Ф. Кариса изготавливает и шлифует зеркала для обоих телескопов, а также производит два Магелланова зеркала.

## Исследовательские группы
Зеркальная лаборатория Ричарда Ф. Кариса, расположенная под восточной стороной стадиона в Аризоне, впервые применила новые методы производства больших зеркал, включая центробежное литьё лёгких сотовых зеркал во вращающейся печи и полировку внахлёст под напряжением. Зеркальная лаборатория завершила строительство второго зеркала для Большого бинокулярного телескопа в сентябре 2005 года. Зеркальная лаборатория также отлила главное/третичное зеркало диаметром 8,4 метра для Большого обзорного телескопа и начала работу над двумя из 7 внеосевых главных зеркал для гигантского Магелланова телескопа.
Лаборатория инфракрасных детекторов построила прибор для ближней инфракрасной камеры и многообъектного спектрометра (NICMOS) для космического телескопа Хаббла и прибор для многодиапазонного фотометра (MIPS) космического телескопа Спитцера. Для космического телескопа Джеймса Уэбба Стюард построил камеру ближнего инфракрасного диапазона (NIRCam) и помог построить прибор среднего инфракрасного диапазона (MIRI).
Другие группы включают Центр астрономической адаптивной оптики (CAAO), Лабораторию технологий визуализации (ITL), Радиоастрономическую лабораторию обсерватории Стюарда (SORAL), группу «Земли́ в других солнечных системах» (EOS) и Лабораторию астрохимии / спектроскопии.

## Галерея

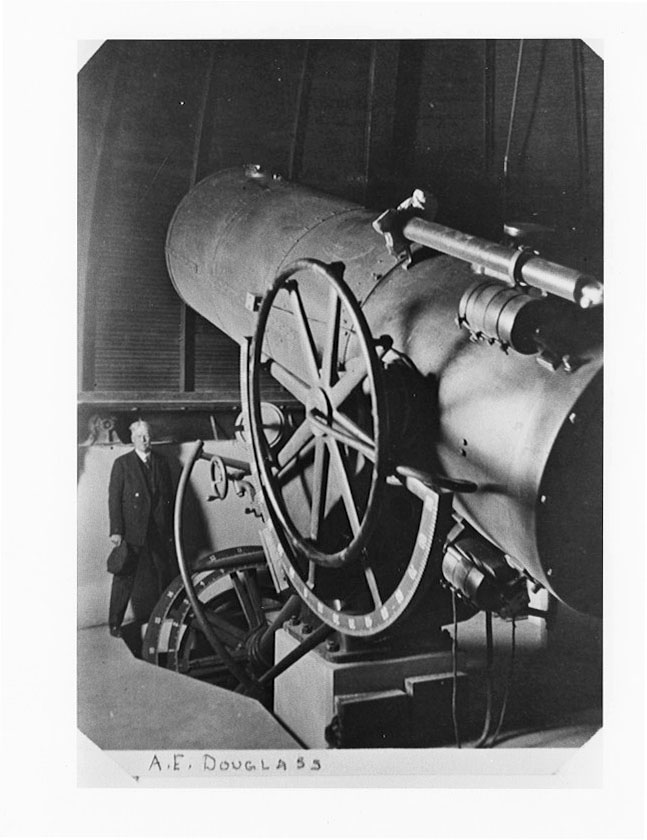
36-дюймовый телескоп в 1922 году (в 1963 году перевезен на Китт-Пик)